# Carex appalachica
Carex appalachica är en halvgräsart som beskrevs av John Milton Webber och Peter William Ball. Carex appalachica ingår i släktet starrar, och familjen halvgräs. Inga underarter finns listade i Catalogue of Life.